# Nim
Nim — компилируемый язык программирования со статической типизацией, поддерживающий процедурный, объектно-ориентированный, функциональный и обобщённый стили программирования.
Nim сочетает высокоуровневые абстракции с низкоуровневым контролем, обеспечивает производительность, близкую к Си, обладая при этом выразительностью Python и мощью метапрограммирования Lisp. Важной особенностью, которую язык унаследовал от Лиспа, стало включение абстрактного синтаксического дерева (AST) в спецификацию языка, что позволяет поддерживать мощную систему макросов, и, следовательно, предоставляет удобные средства для создания предметно-ориентированных языков (DSL).

## История и применение
Nim был создан в 2004 году Андреасом Румпфом (нем. Andreas Rumpf). За три основополагающих принципа языка, обозначаемых как «3E», были взяты (в порядке приоритета):
- эффективность (англ. efficiency),
- выразительность (expressiveness),
- элегантность (elegancy).

Разработка изначально велась на Object Pascal (компилятор Free Pascal). Первая версия, которая могла компилировать сама себя (то есть компилятор был переписан на самом Nim), была представлена 22 августа 2008 года (версия 0.6.0). К этому моменту к Румпфу присоединился ряд волонтёров, участвующих в разработке и развитии языка. До версии языка 0.10.2 язык назывался Nimrod, однако 4 декабря 2014 года в связи с юридическими коллизиями было принято решение о переименовании его в Nim.
Компилятор языка преобразует код, написанный на языке Nim, в код на языке Си, C++, Objective-C или JavaScript, и затем вызывает компилятор или интерпретатор соответствующего языка. Поддерживается достаточно большое количество компиляторов Си и C++, на практике чаще всего выбирается компиляция в Си по соображениям эффективности (благодаря оптимизирующим компиляторам Си) и переносимости. Переносимость кода на Си, в свою очередь, обеспечивает возможность работы Nim-программ в операционных системах Linux, BSD, macOS, Windows и во многих других.

## Синтаксис и парадигматика
В языке Nim, как и в Python, в качестве разделителей блоков используются отступы (так называемое правило обязательных отступов), хотя в фильтрах препроцессора блоки могут разделяться и по ключевым словам (синтаксическая оболочкаendX).
Язык является частично регистро-независимым (учитывается только регистр первой буквы в идентификаторах). Довольно необычной особенностью является то, что подчеркивания в идентификаторах игнорируются.
Язык можно использовать как императивный и процедурный, но он также поддерживает объектно-ориентированный, функциональный и обобщённый стили программирования.
Объекты с наследованием, перегрузкой, полиморфизмом и множественной диспетчеризацией (мультиметоды) позволяют использовать объектно-ориентированное программирование. Встроенный синтаксический сахар подталкивает к объектно-ориентированному стилю и цепочкам вызовов: funct(a, b) заменяется на a.funct(b).
Поддерживается метапрограммирование с использованием шаблонов, макросов, условной компиляции с выполнением функций во время компиляции (CTFE). Nim позволяет создавать пользовательские операторы.
В составе языка имеется множество высокоуровневых типов, от обычных строк и массивов до последовательностей, множеств, кортежей, перечислений и так далее. Низкоуровневые системные данные могут быть неуправляемыми, но большинство объектов, созданных в куче, обслуживаются сборщиком мусора, освобождая программиста от большинства проблем управления памятью.
Используется неотслеживающий сборщик мусора с отложенным подсчётом ссылок и алгоритмом выставления флагов для обнаружения циклических ссылок. Также проводится работа над другими видами управления памятью — ARC, ведущий подсчёт ссылок с RAII и семантиками перемещения, и ORC, который является надстройкой над ARC с добавлением сборщика циклических ссылок. Ещё можно использовать сборщик мусора Бёма или вообще отказаться от сборки мусора.
Nim также поддерживает механизм модулей для изоляции независимых библиотек или пакетов.
Стандартная библиотека Nim имеет функции для выполнения ввода-вывода, для взаимодействия с операционной системой, для работы со строками (имеется поддержка юникода, регулярных выражений и РВ-грамматик с различными парсерами), для работы с опциями командной строки, для работы с различными форматами файлов (например, XML или CSV).

## Взаимодействие с другими языками
Двоичный интерфейс приложений (ABI) языка Си поддерживается так же хорошо, как и стандартная библиотека Си, включая существующие код и библиотеки. Nim поддерживает соглашения о вызовах функций Си и функций из библиотек Windows (модуль dynlib позволяет получить доступ к функциям динамических библиотек (файлы .dll, .so, .dylib). К тому же поддерживаются ABI C++ и Objective C, а также интеграция с JavaScript.
Таким образом, язык имеет привязки к большому количеству библиотек, от системных (POSIX, Windows) до библиотек СУБД (MySQL, PostgreSQL, SQLite, ODBC), и от скриптовых языков (Python, Lua, Tcl) до графических библиотек (OpenGL, Cairo, SDL).
Реализована поддержка привязок к GTK, X11, IUP и Windows API, также полезны привязки к libcurl, libzip и PCRE.

## Примеры
Приведённые примеры кода верны для Nim 1.4.4. Синтаксис и семантика могут изменяться в последующих версиях.
Код программы Hello, World! для Nim:
```
echo
(
"Hello, world!"
)

# Скобки можно опустить

echo
 
"Hello, world!"

```

Возможно также через функцию stdout.write().
```
stdout
.
write
(
"Hello, world!
\n
"
)

```

Обращение строки:
```
proc
 
reverse
(
s
:
 
string
):
 
string
 
=

  
result
 
=
 
""
 
# неявная переменная результата

  
for
 
i
 
in
 
countdown
(
s
.
high
,
 
0
):

    
result
.
add
 
s
[
i
]

let
 
str1
 
=
 
"Reverse This!"

echo
 
"Reversed: "
,
 
reverse
(
str1
)

```

Одной из наиболее необычных особенностей является неявная переменная result. Каждая процедура в Nim, возвращающая какое-нибудь значение, имеет неявную переменную результата. В ней хранится значение, которое вернёт функция. В цикле for происходит вызов итератора countdown. Если итератор будет опущен, то компилятор попытается использовать итераторы по элементам itemsили pairs (в зависимости от числа переменных в for),если один из таких определён для указанного типа.
Nim поддерживает выведение типов:
```
let
 
hello
 
=
 
"Hello, world!"
 
# Тип указывать не нужно

# Компилятор сам может выводить типы аргументов и возвращаемых значений процедуры

proc
 
doWork
(
something
:
 
auto
):
 
auto
 
=
 

  
result
 
=
 
something
 
+
 
something

 

echo
 
doWork
(
5
)
  
# Выведет 10

```

Идентификаторы могут состоять из символов Юникода:
```
proc
 
привет
(
имя
:
 
string
)
 
=
 

  
echo
(
"Привет, "
,
 
имя
,
 
"!"
)

 

привет
(
"Человек"
)

```

Пример метапрограммирования в Nim с использованием шаблонов:
```
template
 
genType
(
name
,
 
fieldname
:
 
untyped
,
 
fieldtype
:
 
typedesc
)
 
=

  
type

    
name
 
=
 
object

      
fieldname
:
 
fieldtype

genType
(
Test
,
 
foo
,
 
int
)

var
 
x
 
=
 
Test
(
foo
:
 
4566
)

echo
(
x
.
foo
)
 
# 4566

```

Шаблон genType выполняется во время компиляции и создаёт тип Test.
Следующая программа показывает использование FFI для вызова существующего кода на Си.
```
proc
 
printf
(
formatstr
:
 
cstring
)
 
{.header
:
 
"<stdio.h>", varargs.}

printf
(
"%s %d
\n
"
,
 
"foo"
,
 
5
)

```

В примере функция из стандартной библиотеки Си printf импортируется в Nim и затем используется.